# Актогай (Карагандинская область)
Актогай (каз. Ақтоғай) — село в Карагандинской области Казахстана. Административный центр Актогайского района (с 1931 года). Административный центр и единственный населённый пункт Актогайского сельского округа. Код КАТО — 353630100.
Расположено в 270 км к юго-востоку от города Караганды, на правом берегу реки Токыраун. Ближайшая железнодорожная станция Балхаш (190 км). Основано в 1926 году.

## Население
В 1999 году население села составляло 4186 человек (2140 мужчин и 2046 женщин). По данным переписи 2009 года, в селе проживало 3145 человек (1568 мужчин и 1577 женщин).
На начало 2019 года, население села составило 2770 человек (1415 мужчин и 1355 женщин).